# Gelsemium rankinii
Gelsemium rankinii, biljna vrsta iz porodice Gelsemiaceae raširena po jugoistoku Sjedinjenih Država, obično po močvarnim područjima od Sjeverne Karoline do Floride, i na zapad do Louisiane. Zbog svoga staništa poznata je kao močvarni jasmin (=Swamp Jasmine).
Zimzelena je biljka, penjačica, listovi su joj nasuprotni i jednostavni, s glatkim rubom. Njeni žuti cvjetovi, koji cvjetaju u proljeće i jesen, u obliku su lijevka s 5 režnja i nisu aromatični. Plod je tanka, spljoštena kapsula.
- G. rankinii
- G. rankinii